# 奥津―上斎原バイパス

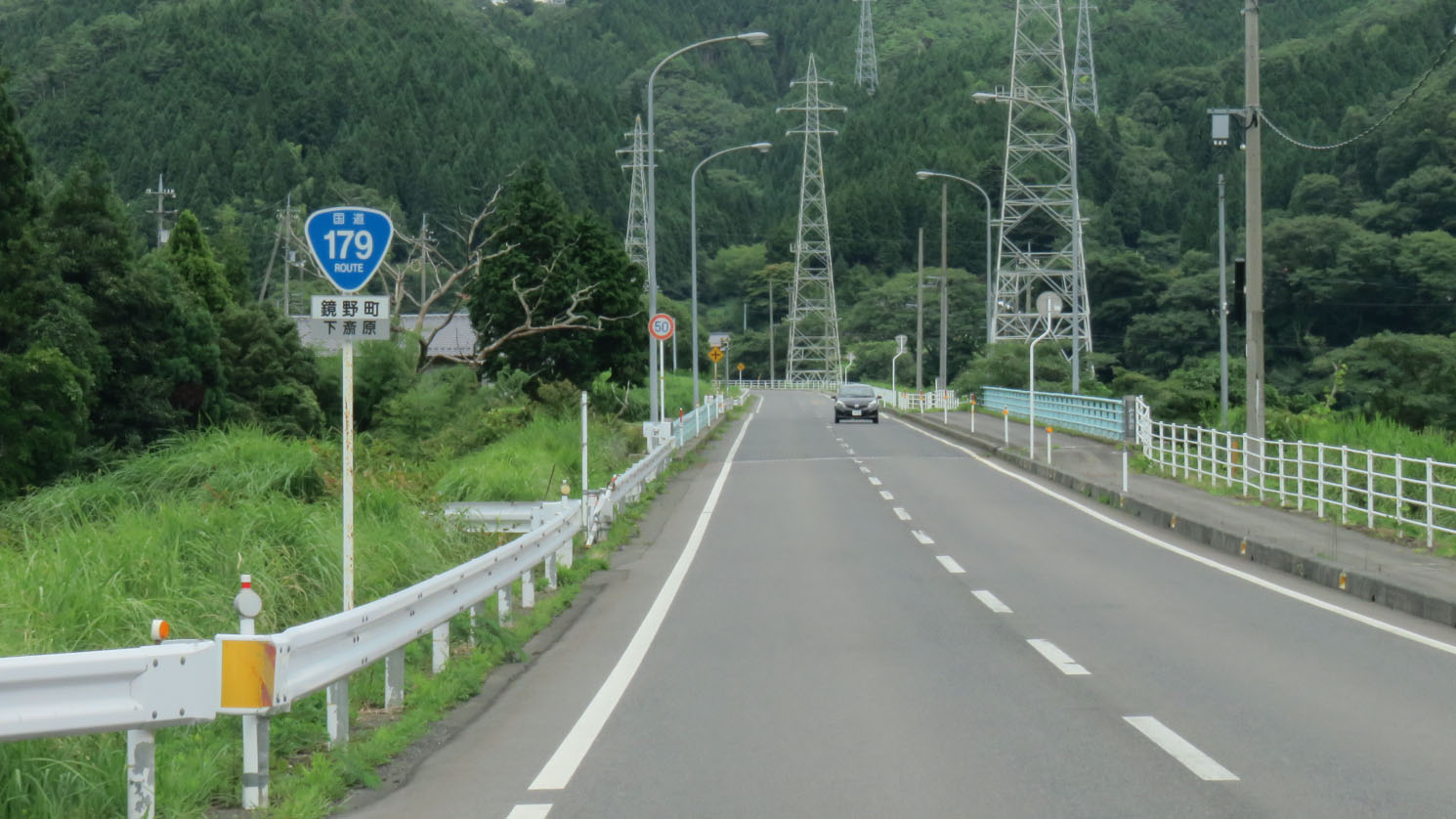
奥津―上斎原バイパス
岡山県苫田郡鏡野町

奥津―上斎原バイパス（おくつ かみさいばらバイパス）は岡山県苫田郡鏡野町を通る国道179号のバイパスである。

## 概要
旧国道179号は吉井川沿いの渓谷を通り線形不良区間や隘路区間が多いうえに、5.1kmにわたり連続雨量180mmで通行止となる事前通行規制区間を持つなどの問題点を抱えていた。
奥津〜上斎原バイパスは苫田ダム建設に伴い水没することとなった区間の付け替え部分7.0kmを含む計22.8kmのバイパス道路であり、雲井山トンネルや大釣トンネルなど計8つのトンネルで短絡している。
これにより、津山市 - 倉吉市間の所要時間が約30分短縮され、奥津温泉や奥津渓へのアクセスが容易になった。また、鏡野町内の北端に位置する上齋原地区は、三次医療施設（津山中央病院）からの1時間圏域となり、質の高い医療サービスの享受が可能となった。

### 路線データ
- 起点：岡山県苫田郡鏡野町馬場
- 終点：岡山県苫田郡鏡野町上齋原（鏡野町上齋原振興センター前交差点）
- 車線数：全線片側1車線
- 全体事業費：約296億円

## 沿革
- 1982年度：事業化
- 1983年度：用地着手
- 1988年度：工事着手
- 2003年11月13日：全線供用開始

## 交差する道路
- 岡山県道56号湯原奥津線
- 岡山県道・鳥取県道116号羽出三朝線
- 岡山県道445号下和奥津川西線
- 岡山県道75号加茂奥津線

## 沿線施設
- 奥津湖
- 苫田ダム
- 鏡野町立奥津小学校
- 鏡野町立奥津中学校
- 鏡野町役場奥津振興センター（移転後の旧奥津町役場）
- 鏡野町北部衛生クリーンセンター
- 道の駅奥津温泉
- 鏡野町役場上齋原振興センター（旧上齋原村役場）

## 関連事項
- 日本のバイパス道路一覧